# Abel Barrera Hernández
Abel Barrera Hernández (Tlapa de Comonfort, 10 de abril de 1960) es un activista por los derechos humanos y antropólogo mexicano. Es el fundador del Centro de Derechos Humanos de la Montaña Tlachinollan por el que en 2010 recibió el Premio de Derechos Humanos Robert F. Kennedy.

## Biografía
Nació en Tlapa de Comonfort, municipio de Guerrero el 10 de abril de 1960. Cuando tenía 10 años, sus padres se dedicaban al comercio. Desde que era niño pude ver la forma en que se discriminaba a los niños y jóvenes indígenas, a quienes trataban como mozos por parte de los mestizos.
Decidió convertirse en sacerdote y estudiar teología en los seminarios de Chilapa, Guadalajara y Tehuacán. Esto también lo hice optar por la ruta de ayudar a la gente necesitada. No terminó su carrera de seminarista y entró a la Escuela Nacional de Antropología e Historia; con las herramientas de la antropología, pudo comprender mejor el panorama que se vivía en las comunidades de Guerrero, así como la cosmovisión y la cultura.

## Activismo
Mientras estudiaba en el seminario en Tlapa, notó que el ejército y la policía judicial maltrataban a los indígenas de la sierra de Guerrero, los transportaban caminando, golpeados, con la ropa rota y los pies ensangrentados. La autoridad acusaba a los pobladores de matar, violar y robar, torturándolos y exhibiéndolos.
Abel decidió trabajar en el terreno de los derechos humanos, inspirado en el Centro Miguel Agustín Pro Juárez y en el de Fray Bartolomé de las Casas. En junio de 1994, funda el Centro de Derechos Humanos de la Montaña Tlachinollan, para apoyar en la reconstitución de los pueblos originarios.

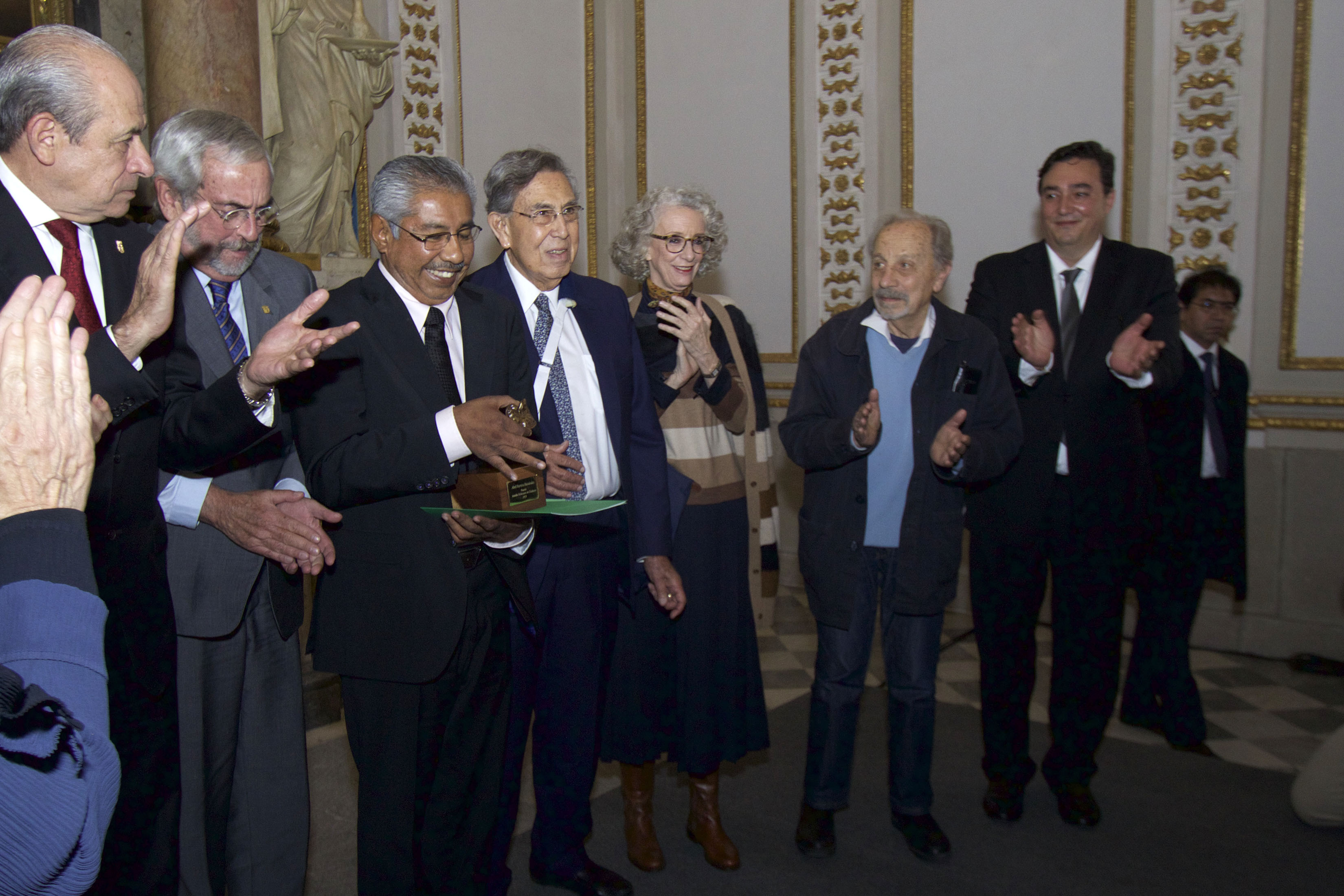
Abel Barrera Hernández recibiendo el Premio Amalia Solórzano de Cárdenas en 2017.

## Premios y reconocimientos
- Premio de Derechos Humanos Robert F. Kennedy, por su lucha en contra de las violaciones que cometen los militares y policías en contra de la población de la Montaña de Guerrero.[5]
- Premio Amalia Solórzano de Cárdenas 2017, otorgado por el Centro Lázaro Cárdenas.[6][7]
- Mención Honorífica del Premio de Derechos Humanos Franco-Alemán Gilberto Bosques, 2017.[8]
- Reconocimiento por la Igualdad y No Discriminación de CONAPRED, 2015.[9]
- Premio Anual de Derechos Humanos de Aministía Internacional.[9]
- Distinción de Derechos Humanos de WOLA, 2009.[9]
- Premio para Instituciones Creativas y Eficaces de la Fundación MacArthur, 2007.[9]